# ماركو بافيتشفيتش
ماركو بافيتشفيتش (بالسيريلية الصربية: Марко Павићевић) هو لاعب كرة قدم صربي في مركز الهجوم، ولد في 3 سبتمبر 1986 في غورنيي ميلانوفاتس في صربيا. لعب مع نادي فودوفاك ‏.

## وصلات خارجية
- ماركو بافيتشفيتش على موقع قاعدة بيانات كرة القدم.إي يو (الإنجليزية)
- ماركو بافيتشفيتش على موقع Soccerway.com (الإنجليزية)
- ماركو بافيتشفيتش على موقع عالم كرة القدم.نت (الإنجليزية)